# Диск Харальда Синезубого
Диск Харальда Синезубого (Диск Гормссона; англ. Curmsun Disc) — вогнутый золотой диск весом 25,23 грамма и диаметром 4,5 см. Датский король Харальд I Синезубый (погиб в 986 году) упоминается в надписи на этом диске. Эта находка получила известность в 2014 году.

## Обнаружение
Сообщается, что Диск Харальда Синезубого — часть клада эпохи викингов, обнаруженного в 1841 году в склепе разрушенной церкви в Гросс-Веккове (после 1945 года — Вийково) в Померании (ныне часть Гмина Волин, Польша), к востоку от берега реки Дьевен (ныне пролив Дзивна) и недалеко от того места, где между 960 и 1043 годами могла находиться легендарная цитадель викингов в Йомсборге. Открытие было сделано неким Генрихом.
После 1841 года диск был оставлен в склепе, и о нём было неизвестно до 1945 года, когда майор польской армии Стефан Сильски и его брат Михал вошли в склеп и забрали всё, что там было.
Неочищенный диск не был похож на золотой, поэтому хранился в коробке со старыми кнопками. Однако в 2014 году 11-летняя правнучка Михала Сильского Мая Сильская (Maja Sielska) нашла диск и показала его своему учителю истории. Это было в Мальмё, Швеция, где проживала семья. Об обнаружении диска было объявлено в прессе 5 декабря 2014 года.
По другим сведениям, семья Сильских первоначально получила этот диск в 1946 году в городе Волин.

## Исследования
Исследователи прочли надпись на лицевой стороне как «+ ARALD CVRMSVN + REX AD TANER + SCON + JVMN + CIV ALDIN +».
В переводе это значит: «Харальд Гормсон, король датчан, Скания, Йомсборг (Jumne), город Алдинбург».
На реверсе диска Харальда Синезубого изображен равносторонний крест.
Согласно теории шведского археолога Свена Росборна, диск, возможно, был создан франкским монахом в связи с гибелью Харальда около 986 года в Йомсборге (Йумне/Jumne). Согласно этой теории, Харальд мог быть похоронен в церкви в Вийково, которая находилась недалеко от Йомсборга (Юмны).
Свен Росборн пишет:

«Согласно языку во время жизни Харальда, надпись CIV + ALDIN должна быть связана с предыдущим названием города (Йомсборга). Тогда перевод должен выглядеть так: "Юмна (Йомсборг) в епископстве Ольденбург". В конце концов, Юмна, по словам Адама Бременского, являлась местом смерти короля Харальда. Поэтому концовка надписи должна, с христианской точки зрения, точно указывать, где находилась Юмна».

О. В. Кутарев, исследовав историографию вопроса, согласился с большим количеством предшествующих исследователей золотого диска и связанного с ним текста «Gesta Wulinensis ecclesiae pontificum»:

«В совокупности своей данные основания позволяют почти уверенно говорить, что речь идёт о подлоге».

В 2022 г. в Польше, в окрестностях города Волин, было обнаружено возможное место захоронения Харальда Синезубого. Там был найден массивный курган, где также рядом стояла средневековая часовня. Предполагается, что там же был найден и золотой диск Харальда вместе с серебряной монетой времен правления Оттона I Великого, и бронзовым браслетом.

## Датировка

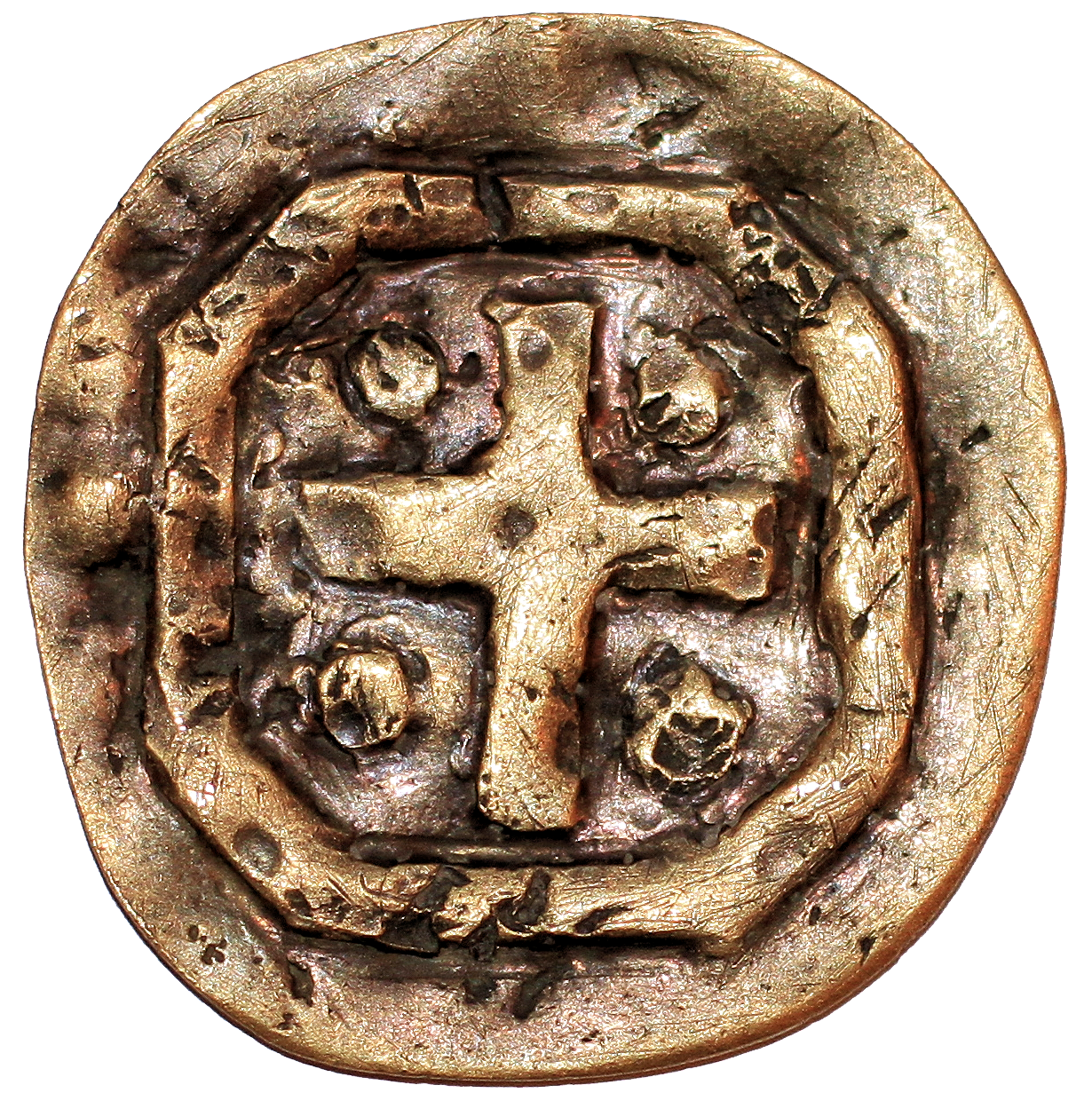
Диск Харальда Синезубого. Реверс

Различные учёные датируют диск приблизительно 960—986 годами.
Диск прошел электронный микроскопический анализ в Лундском университете в Швеции. Он показал, что содержание золота находится в пределах 83,3—92,8 %. Поверхность и сплав показали характеристики, обычные для артефактов, созданных во время последней части Раннего Средневековья. Никаких следов современных процессов или химических веществ не было обнаружено.

## Место нахождения
В настоящее время диск находится в банковском хранилище в Швеции. Застрахованная стоимость диска составляет 3,5 миллиона долларов США. Оценка была выполнена Джони Уэстлингом, экспертом, назначенным Шведской торговой палатой и Lloyds / Brookfield Underwriting. Ожидается, что в будущем диск будет передан музею или частному коллекционеру.

## Выставка
Диск Харальда Синезубого принадлежит неизвестной компании и хранится в банковском хранилище в Швеции. Страховая стоимость диска составляет 3,5 миллиона долларов США, а оценка была проведена Джонни Вестлингом, экспертом, назначенным Торговой палатой Швеции и страховой компанией Lloyds/Brookfield Underwriting.